# Scream (Ozzy-Osbourne-Album)
Scream ist das elfte Studioalbum des Musikers Ozzy Osbourne. Es wurde am 21. Juni 2010 veröffentlicht.

## Entstehung
Osbourne nahm Scream, nachdem er auf dem vorigen Album mit Zakk Wylde zusammengearbeitet hatte, zusammen mit Gus G. (Firewind, Ex-Dream Evil) auf. Osbourne komponierte und textete gemeinsam mit Produzent Kevin Churko, der auch das Schlagzeug und die Rhythmusgitarre spielte, der Rest der Band fügte dann weitere Teile hinzu. Es wurde eineinhalb Jahre am Album gearbeitet, was Osbourne im Nachhinein als „zu lang“ bezeichnete. Zwischendurch habe er sich allerdings immer wieder Pausen gegönnt.

„Das neue Album ist das erste, das ich straight, also mit wirklich klarem Kopf aufgenommen habe. Das ist mir im Leben noch nie passiert!“

Osbourne plante eine 18-monatige Tour zur Promotion des Albums.

## Stil und Inhalt
Der Gesang auf dem Album ist streckenweise sehr anspruchsvoll ausgefallen, auch die übrigen Instrumente sind auf hohem Niveau gespielt:

“A friend of mine once told me that Ozzy Osbourne's genius isn't that he's splendid musician or songwriter, but that he surrounds himself with people who are. That definitely seems to be the case with Scream, in which Ozzy has surrounded himself with the best bunch of players and songwriters since the halcyon days of "No More Tears"[…].”

„Ein alter Freund erzählte mir mal, dass Ozzy Osbourne kein großartiger Songwriter oder Musiker ist, aber dass er sich mit Leuten umgibt, die es sind. Das scheint auch bei Scream der Fall zu sein, bei dem Ozzy sich mit dem besten Haufen an Musikern und Liedschreibern seit den ruhigen Tagen von No More Tears umgeben hat.“

Im Stück Diggin’ Me Down spricht Osbourne Jesus direkt an, wann er zurückkäme und fragt sich, was passieren muss, damit dies geschehe. Osbourne sagte in einem Interview, er habe „die Bibel gelesen, aber keinen Sinn darin gefunden.“ Das Kreuz, das er bereits sehr lange trägt, sei als Symbol etwas „sehr Bedeutendes“, habe aber für ihn weder mit Christus noch dem Antichristen zu tun. Das letzte Lied I Love You All ist eine Danksagung an seine Fans.

## Titelliste
1. Let It Die (Osbourne, Churko, Adam Wakeman) – 6:05
2. Let Me Hear You Scream – 3:25
3. Soul Sucker – 4:34
4. Life Won't Wait – 5:06
5. Diggin’ Me Down (Osbourne, Churko, Wakeman) – 6:03
6. Crucify (Osbourne, Kevin Churko, Kane Churko) – 3:29
7. Fearless (Osbourne, Churko, Wakeman) – 3:41
8. Time – 5:31
9. I Want It More – 5:36
10. Latimer’s Mercy – 4:27
11. I Love You All – 1:04
12. One More Time (nur bei Vorbestellung im iTunes Store)
13. Jump the Moon (Bonustrack)

## Rezeption
Das Album stellt nach Meinung einiger Kommentatoren eine „Sammlung 30 Jahre alter Heavy-Metal-Klischees“ dar. Laut.de bezeichnete den Gesang als studiotechnisch stark bearbeitet und live nicht umsetzbar, das Album sei „durchwachsen“. Es wurde kein Sinn im Wechsel der beiden Gitarristen gesehen. Planetrock.com findet dagegen, das Album sei „eines der härtesten und befriedigendsten Alben von Ozzy in mehr als einem Jahrzehnt“. Auch Die Welt lobte das Album, nannte es „irre“ und vergab die Höchstwertung von fünf Sternen. Vampster.com schrieb: „Scream kann natürlich Klassiker wie Blizzard of Ozz, Bark at the Moon, No More Tears oder vielleicht noch Ozzmosis nicht verdrängen, lässt aber die schwächeren Alben der letzten Jahre etwas vergessen.“

## Kommerzieller Erfolg

### Chartplatzierungen
| ChartsChartplatzierungen       | Höchstplatzierung | Wochen |
| ------------------------------ | ----------------- | ------ |
| Deutschland (GfK)              | 7 (8 Wo.)         | 8      |
| Österreich (Ö3)                | 9 (7 Wo.)         | 7      |
| Schweiz (IFPI)                 | 8 (5 Wo.)         | 5      |
| Vereinigte Staaten (Billboard) | 4 (19 Wo.)        | 19     |
| Vereinigtes Königreich (OCC)   | 12 (4 Wo.)        | 4      |

| ChartsJahrescharts (2010)      | Platzierung |
| ------------------------------ | ----------- |
| Vereinigte Staaten (Billboard) | 154         |

### Auszeichnungen für Musikverkäufe
| Land/Region     | Auszeichnungen für Musikverkäufe (Land/Region, Auszeichnung, Verkäufe) | Verkäufe |
| --------------- | ---------------------------------------------------------------------- | -------- |
| Kanada (MC)     | Gold                                                                   | 40.000   |
| Polen (ZPAV)    | Gold                                                                   | 10.000   |
| Russland (NFPF) | Gold                                                                   | 10.000   |
| Insgesamt       | 3× Gold ·                                                              | 60.000   |